# دواین جفرسون
دواین جفرسون (انگلیسی: Dewayne Jefferson؛ زادهٔ ۱۰ اوت ۱۹۷۹) بازیکن بسکتبال اهل ایالات متحده آمریکا است.